# Tipula (Microtipula) volens
Tipula (Microtipula) volens is een tweevleugelige uit de familie langpootmuggen (Tipulidae). De soort komt voor in het Neotropisch gebied.